# 甘雅·麗努達蓬
甘雅·麗努達蓬（曾被誤譯為甘雅·麗奴蓬，1990年1月11日—），綽號Peung，出生於泰國曼谷，曾為泰國女演員及模特兒，代表作為與男星納瓦·君拉納拉主演的泰劇《無憂花開》。

## 簡歷
Peung父親是中國人，母親為泰國貴族，姊姊是同為演員及模特的 Ping Pimpaporn；從小於曼谷成長，曾在曼柯廉縣思貝禮國際學校（Shrewsbury International School Bangkok Riverside）就讀 IGCSE（國際中學教育普通證書）課程。2008年，她與男星素格力·威塞哥合作拍攝歌曲《打電話說愛你》的音樂錄像而出道；隨後演出首部電視劇《直到天地盡頭》，飾演男星尤拉南·帕莫蒙迪（Sam Yuranunt Pamornmontri）的女兒「Gorrawit」。同年，她亦主演了當地電視台評分最高的翻拍泰劇《無憂花開》裡「Bpeeyachat」一角，讓年僅18歲的她在一夜間走紅，同時又與劇中搭檔納瓦·君拉納拉，一起客串《超級明星的秘密》第一集，但此為其最後的演藝作品。
甘雅·麗奴蓬因無法適應演藝圈生活及一些私人原因，退出了演藝界。原在2008年末有一齣為其打造、跟男星頌恩·宋帕山等人合作的泰劇《芬芳雨季》（Bu-nga Nah Foon）也不了了之，直到2011年找新定演員才重新拍攝。雖然她退出演藝圈，但仍一邊追逐夢想，一邊繼續完成先前因工作而中斷的學業，更考上朱拉隆功大學傳媒藝術系（2007至2011年），期間曾於《Volume》雜誌社兼職攝影助理（2010年12月至2011年1月）；2011年7月畢業後開始在智威湯遜任職四個月業務企劃專員，2013年選擇飛往英國倫敦藝術大學進修，修讀一年平面設計系碩士課程，並過著普通上班族的生活。2014年5月至2015年5月，她分別轉到「Tortao Studio」及天聯廣告公司繼續從事業務企劃工作，再於2015年6月重返智威湯遜。

## 演出作品

### 電視劇
| 年份   | 劇名               | 角色                | 播出頻道      |
| ------ | ------------------ | ------------------- | ------------- |
| 2008年 | 《直到天地盡頭》   | Gorrawit / "Chit"   | 泰國第5電視台 |
| 2008年 | 《無憂花開》       | Bpeeyachat / "Bpee" | 泰國第5電視台 |
| 2008年 | 《超級明星的秘密》 |                     | 泰國第5電視台 |

### 音樂錄像
- 2008年：素格力·威塞哥《打電話說愛你》

## 外部連結
- 甘雅·麗努達蓬的Instagram帳戶